# Molybdocrates
Molybdocrates is een geslacht van vlinders van de familie bladrollers (Tortricidae), uit de onderfamilie Olethreutinae.

## Soorten
- M. opulenta Diakonoff, 1973
- M. vinculata (Meyrick, 1916)